# Barrio de la Bòria
Barrio de la Bòria, antigua barriada de Barcelona formada en torno a la vía romana (via Francisca) que conducía a Francia. El eje vertebrador de este barrio era la calle de la Bòria-Carders y era una zona eminentemente comercial ya que se encontraba muy cerca de la plaza del Mercadal (actual plaza del Ángel).
La proximidad con una prisión creó el dicho popular de “ir Bòria abajo" (“anar Bòria avall” en catalán) que describía el escarnio público al que se sometía a los ajusticiados al pasearlos a lo largo de la citada calle.

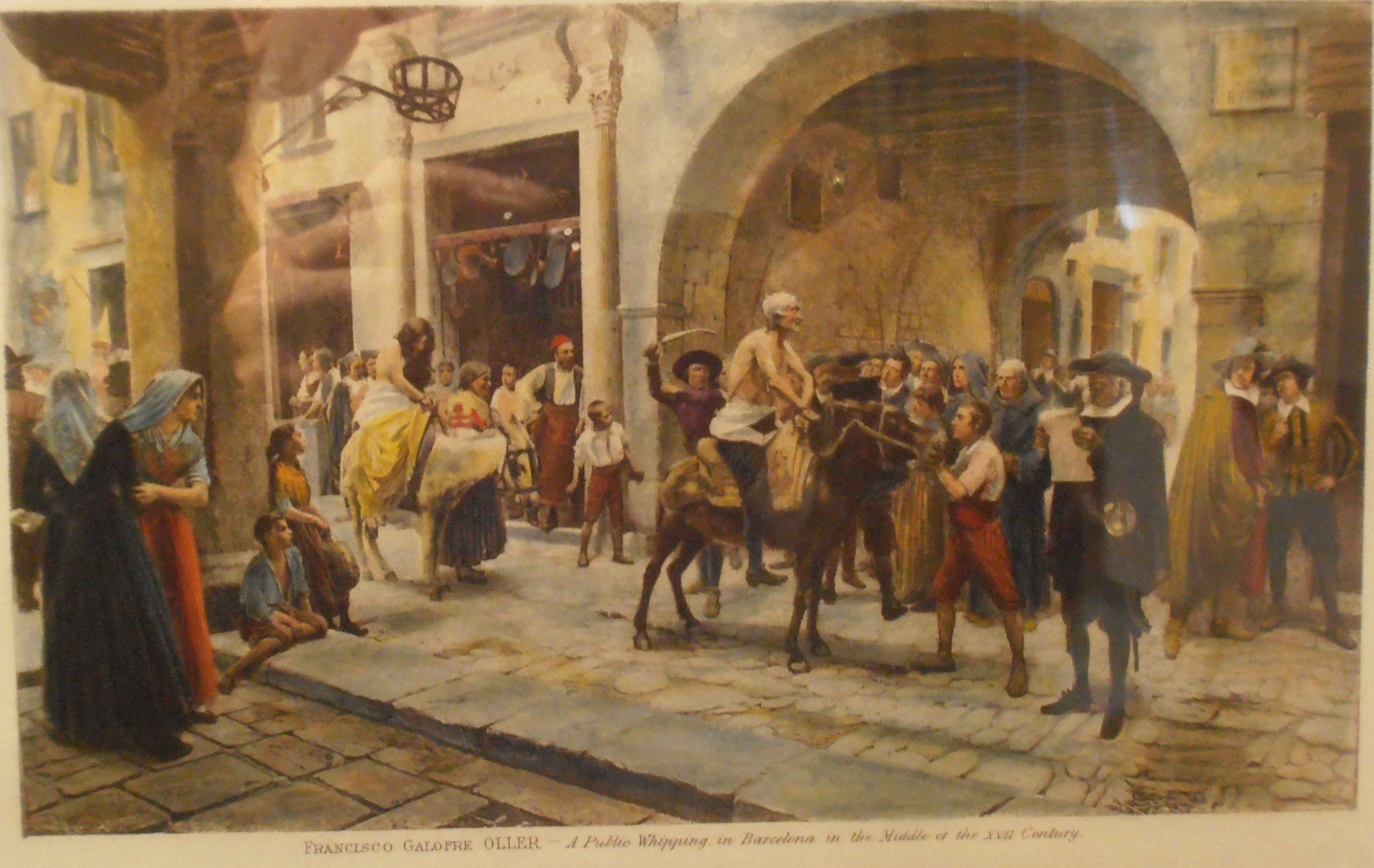
Grabado a partir del cuadro Bòria avall de Francesc Galofré i Oller

En este barrio debe destacarse la capilla de Marcús, románica del siglo XII y algún hostal de los tantos que tuvo la calle, ya que era una de las principales entradas a la ciudad amurallada.

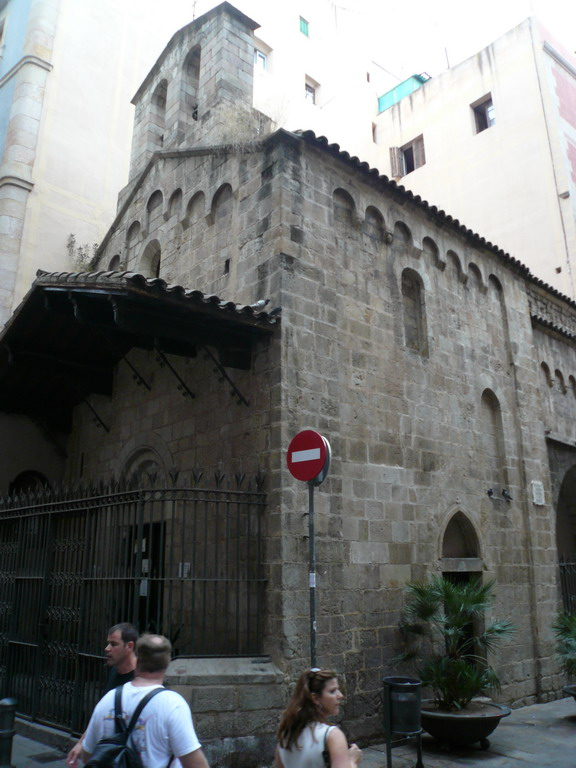
La capilla de Marcús